# Eslògan
Un eslògan (de l'anglès slogan i aquest del gaèlic escocès sluagh-ghairm: 'crit de guerra') o frase publicitària és una frase identificativa en un context comercial o polític (en el cas de la propaganda).

## Eslògans famosos

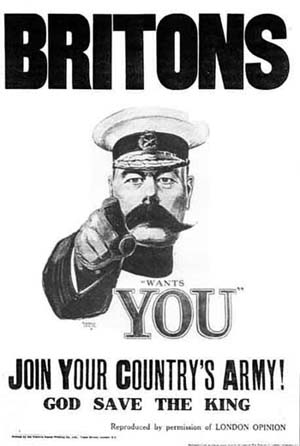
El famós cartell de reclutament (1914) dissenyat per Alfred Alfred Leete

Al començament de la Primera Guerra Mundial, en la portada de la revista London Opinion, un dels més famosos soldats britànics, Lord Kitchener, es dirigia als joves britànics per traslladar-los la necessitat de reclutar voluntaris a servir al seu país. El seu famós eslògan «El teu país et necessita» (1914) va ser convertit més tard en un famós pòster. Dos anys més tard, un altre emblemàtic pòster, que també va tenir els seus orígens en la portada d'una revista, va aparèixer als Estats Units utilitzant una variant, amb l'oncle Sam dient: «L'exèrcit et necessita».
Els lemes publicitaris són decisius en la competència comercial. Un lema efectiu hauria de:
- Declarar els beneficis principals del producte o marca per al comprador o client potencial.
- Destacar les diferències amb el d'altres firmes, per descomptat, dins dels requisits legals.
- Ser una declaració simple, concisa, taxativa, directa i apropiada.
- Ser enginyós, tot i que no tots els eslògans publicitaris han de ser-ho.
- Adoptar una personalitat "distintiva" respecte a la resta.
- Fer que el consumidor se senti "bé".
- Fer que el consumidor senti un desig o una necessitat.
- Ser difícil d'oblidar, adherir-se a la memòria (es vulgui o no), especialment si s'acompanya amb artefactes mnemotècnics com frases ganxos, ritmes, imatges o seqüències d'anuncis televisius.

Un bon eslògan ha de ser curt, original i impactant. Per a aconseguir-ho, s'utilitzen tots els recursos estilístics a l'abast del redactor: onomatopeia, al·literació, contrast, rima, etc. També són molt utilitzats els jocs de paraules, ja que obliguen a fer un esforç addicional a l'oient, que permet fixar-lo millor en la seva memòria. L'espectador, a més, els considera enginyosos i no els rebutja immediatament.
Normalment, els eslògans són produïts per escriptors professionals, entre els quals se n'hi troben alguns de la literatura culta, fins i tot en determinades ocasions novel·listes (per exemple, Vladimir Nabokov en va proposar alguns a un diari de l'època).
Els eslògans publicitaris estan subjectes a controls ètics i sovint s'observen amb reserves, si no amb recel, per les institucions oficials com l'Advertising Standards Authority al Regne Unit, i l'European Advertising Standards Alliance, que s'atribueixen una responsabilitat sobre el bé públic i la presa de decisions es recull en un codi de publicitat.